# Gran Premio motociclistico di Finlandia 1970
Il Gran Premio motociclistico di Finlandia fu il nono appuntamento del motomondiale 1970.
Si svolse il 2 agosto 1970 a Imatra alla presenza di 40.000 spettatori, e corsero tutte le classi meno la 50.
Abituale doppietta di Giacomo Agostini in 350 e 500; nella mezzo litro il centauro italiano ottenne la sua trentasettesima vittoria, eguagliando il record di vittorie nella categoria detenuto da Mike Hailwood.
In 250 Rodney Gould ottenne la quinta vittoria stagionale, consolidando la sua leadership, grazie anche ai ritiri di Kel Carruthers e Jarno Saarinen.
La gara della 125 fu caratterizzata dai ritiri di Dieter Braun, Börje Jansson, Chas Mortimer e Ángel Nieto. Tra i favoriti solo Dave Simmonds riuscì a terminare la gara, vincendola. Nonostante il ritiro, Braun si assicurò il titolo mondiale della categoria.
Nei sidecar, vittoria di Klaus Enders.

## Classe 500

### Arrivati al traguardo
| Pos. | Pilota             | Moto          | Tempo     | Punti |
| ---- | ------------------ | ------------- | --------- | ----- |
| 1    | Giacomo Agostini   | MV Agusta     | 57' 27" 8 | 15    |
| 2    | Ginger Molloy      | Kawasaki      | +1' 37" 6 | 12    |
| 3    | Alberto Pagani     | LinTo         | +2' 25" 5 | 10    |
| 4    | Eric Offenstadt    | Kawasaki      | +2' 25" 9 | 8     |
| 5    | Tommy Robb         | Seeley        | +1 giro   | 6     |
| 6    | Godfrey Nash       | Tickle-Norton | +1 giro   | 5     |
| 7    | Steve Ellis        | Matchless     | +1 giro   | 4     |
| 8    | Martti Pesonen     | Yamaha        | +2 giri   | 3     |
| 9    | Hans-Otto Butenuth | BMW           | +2 giri   | 2     |
| 10   | Jean Campiche      | Honda         | +2 giri   | 1     |
| 11   | Jim Curry          | Aermacchi     | +2 giri   |       |
| 12   | Jourko Ryhänen     | Matchless     | +3 giri   |       |
| 13   | Gerhard Heukerott  | Benelli       |           |       |

### Ritirati
| Pilota               | Moto          | Motivo ritiro |
| -------------------- | ------------- | ------------- |
| Keith Turner         | LinTo         |               |
| Theo Louwes          | Kawasaki      |               |
| Bosse Granath        | Husqvarna     |               |
| Sven-Olov Gunnarsson | Kawasaki      |               |
| Terry Dennehy        | Drixton-Honda |               |
| Billie Nelson        | Paton         |               |
| Jack Findlay         | Seeley-Suzuki |               |
| Lewis Young          | Matchless     |               |
| Hannu Kuparinen      | Matchless     |               |
| Christian Ravel      | Kawasaki      |               |
| Osmo Hansen          | Matchless     |               |
| Gyula Marsovszky     | Kawasaki      |               |
| Paul Eickelberg      | Matchless     |               |
| John Dodds           | LinTo         |               |
| Pentti Lehtelä       | Yamaha        |               |
| Dave Simmonds        | Kawasaki      |               |
| Paul Smart           | Seeley        |               |

## Classe 350
28 piloti alla partenza, 16 al traguardo.

### Arrivati al traguardo
| Pos. | Pilota            | Moto      | Tempo     | Punti |
| ---- | ----------------- | --------- | --------- | ----- |
| 1    | Giacomo Agostini  | MV Agusta | 56' 51" 4 | 15    |
| 2    | Kent Andersson    | Yamaha    | +2' 14" 8 | 12    |
| 3    | Rodney Gould      | Yamaha    | +2' 17" 1 | 10    |
| 4    | Kelvin Carruthers | Yamaha    | +1 giro   | 8     |
| 5    | Martti Pesonen    | Yamaha    |           | 6     |
| 6    | Bosse Granath     | Yamaha    |           | 5     |
| 7    | Billie Nelson     | Yamaha    |           | 4     |
| 8    | Tommy Robb        | Yamaha    |           | 3     |
| 9    | Terry Dennehy     | Yamaha    |           | 2     |
| 10   | Chas Mortimer     | Yamaha    |           | 1     |

## Classe 250
28 piloti alla partenza, 11 al traguardo.

### Arrivati al traguardo
| Pos | Pilota              | Moto   | Tempo     | Punti |
| --- | ------------------- | ------ | --------- | ----- |
| 1   | Rodney Gould        | Yamaha | 54' 51" 9 | 15    |
| 2   | Kent Andersson      | Yamaha | +13" 4    | 12    |
| 3   | Paul Smart          | Yamaha | +15"      | 10    |
| 4   | Börje Jansson       | Yamaha | +38" 8    | 8     |
| 5   | Keith Turner        | Yamaha | +1' 29"   | 6     |
| 6   | Roland Olsson       | Yamaha | +1' 29" 6 | 5     |
| 7   | Pentti Korhonen     | Yamaha | +1 giro   | 4     |
| 8   | Lothar John         | Yamaha | +1 giro   | 3     |
| 9   | Bob Coulter         | Yamaha | +1 giro   | 2     |
| 10  | Adolf Ohligschläger | Yamaha | +1 giro   | 1     |
| 11  | Teuvo Länsivuori    | Yamaha | +2 giri   |       |

## Classe 125
24 piloti alla partenza, 12 al traguardo.

### Arrivati al traguardo
| Pos | Pilota           | Moto           | Tempo     | Punti |
| --- | ---------------- | -------------- | --------- | ----- |
| 1   | Dave Simmonds    | Kawasaki       | 48' 39" 5 | 15    |
| 2   | Thomas Heuschkel | MZ             | +41" 9    | 12    |
| 3   | Hartmut Bischoff | MZ             | +42" 1    | 10    |
| 4   | Bernd Köhler     | MZ             | +1' 35" 8 | 8     |
| 5   | Matti Salonen    | Yamaha         | +2' 03" 3 | 6     |
| 6   | Jerry Lancaster  | Drixton-Yamaha | +1 giro   | 5     |
| 7   | Lothar John      | Yamaha         |           | 4     |
| 8   | Teuvo Länsivuori | Yamaha         |           | 3     |
| 9   | Walter Sommer    | Yamaha         |           | 2     |
| 10  | Mikko Hamunen    | Yamaha         |           | 1     |
| 11  | Bob Coulter      | Aermacchi      | +5 giri   |       |

## Classe sidecar
14 equipaggi alla partenza, 10 al traguardo.

### Arrivati al traguardo
| Pos | Pilota                | Passeggero                 | Moto | Tempo Distacco | Punti |
| --- | --------------------- | -------------------------- | ---- | -------------- | ----- |
| 1   | Klaus Enders          | Ralf Engelhardt            | BMW  | 48' 10" 4      | 15    |
| 2   | Siegfried Schauzu     | Peter Rutterford           | BMW  | +22"           | 12    |
| 3   | Arsenius Butscher     | Josef Huber                | BMW  | +41" 9         | 10    |
| 4   | Georg Auerbacher      | Hermann Hahn               | BMW  | +1' 49" 2      | 8     |
| 5   | Jean-Claude Castella  | Albert Castella            | BMW  | +2' 13" 2      | 6     |
| 6   | Heinz Luthringshauser | Armgard Neumann            | BMW  | +2' 35" 2      | 5     |
| 7   | Mick Boddice          | Clive Polligton            | BSA  | +1 giro        | 4     |
| 8   | Richard Wegener       | Adi Heinrichs              | BMW  | +2 giri        | 3     |
| 9   | Ruben Bjarnemark      | Marianne Kjellmodin-Hansen | BMW  |                | 2     |
| 10  | Egon Schons           | Karl Lauterbach            | BMW  | +6 giri        | 1     |

## Fonti e bibliografia
- Motociclismo, settembre 1970.
- Risultati della 500 su autosport.com, su autosport.com.